# Safia Abukar Hussein
Safia Abukar Hussein (* 1981) ist eine ehemalige somalische Sprinterin.
Bei den Olympischen Sommerspielen 2000 in Sydney startete sie für ihr Land im 400-Meter-Lauf. Mit einer Zeit von 1:13,25 min wurde sie allerdings nur Sechste ihres Vorlaufes und schied in der ersten Runde aus. Sie war die erste weibliche Starterin für ihr Land bei Olympischen Spielen.